# Judas Rock
Der Judas Rock (englisch sinngemäß für Verräterfelsen) ist ein vom Meer überspülter Klippenfelsen im Palmer-Archipel vor der Westküste der Antarktischen Halbinsel. Er liegt 8 km westlich des südwestlichen Endes von Trinity Island.
Erstmals verzeichnet ist der Felsen auf einer argentinischen Landkarte aus dem Jahr 1950. Das UK Antarctic Place-Names Committee benannte ihn 1960 in einer Allegorie auf den Umstand, dass der Felsen den südlichen Ausläufer eines Gebiets gefährlicher Untiefen markiert, das sich von diesem Felsen ausgehend über eine Länge von 5 km erstreckt.